# Xpeng P5
Xpeng P5 – elektryczny samochód osobowy klasy średniej produkowany pod chińską marką Xpeng od 2021 roku.

## Historia i opis modelu

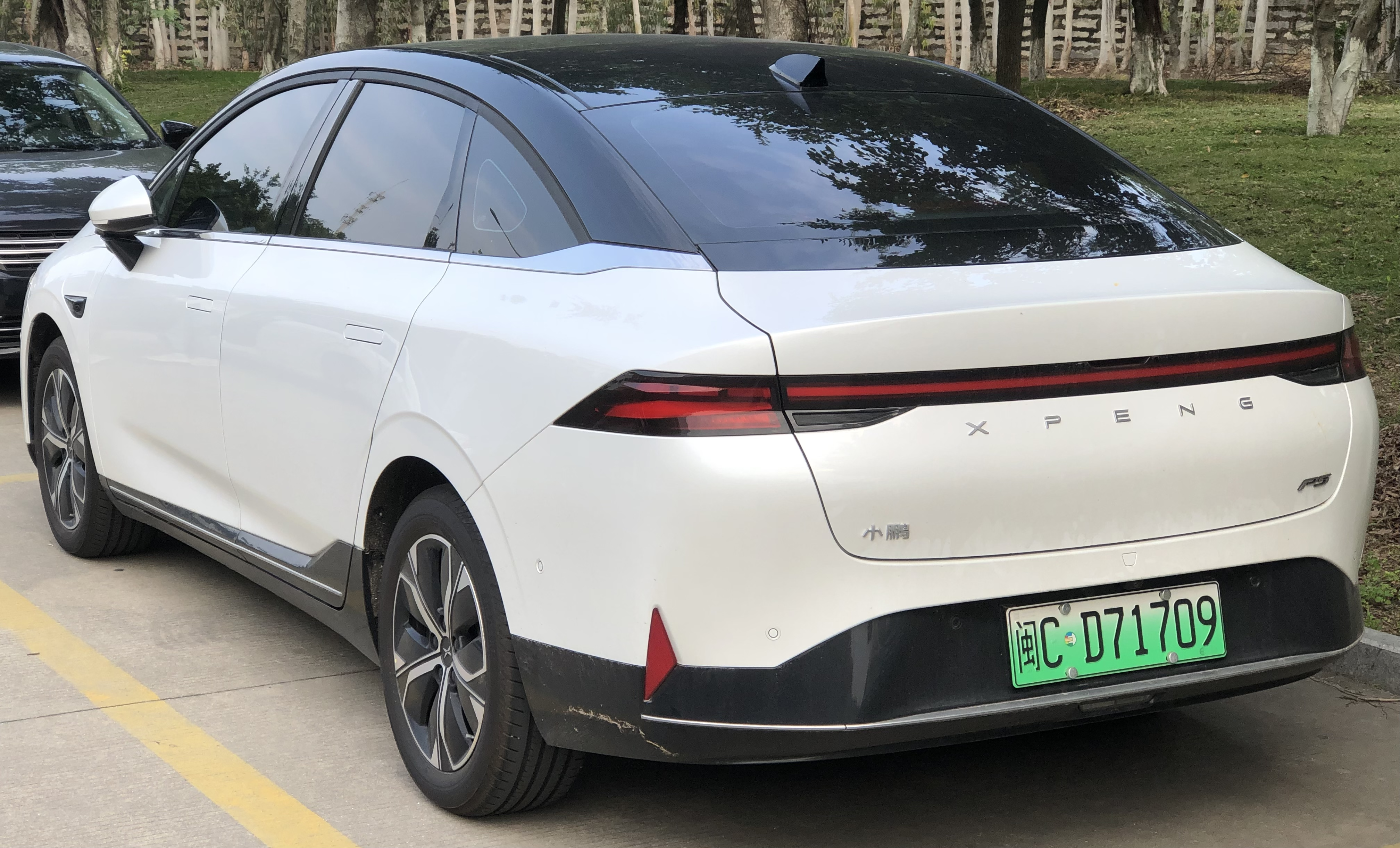
Xpeng P5 – tył

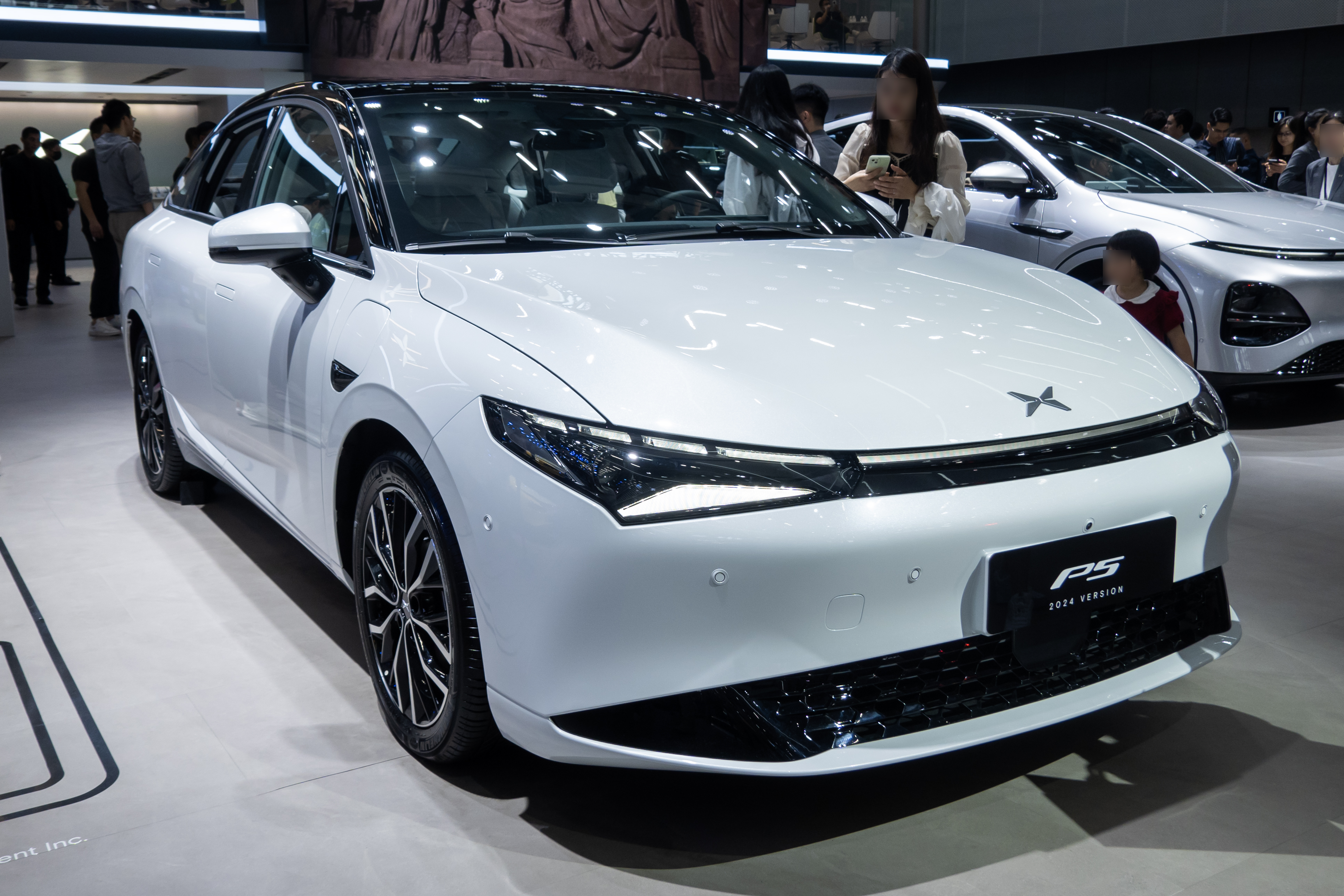
Xpeng P5 po liftingu

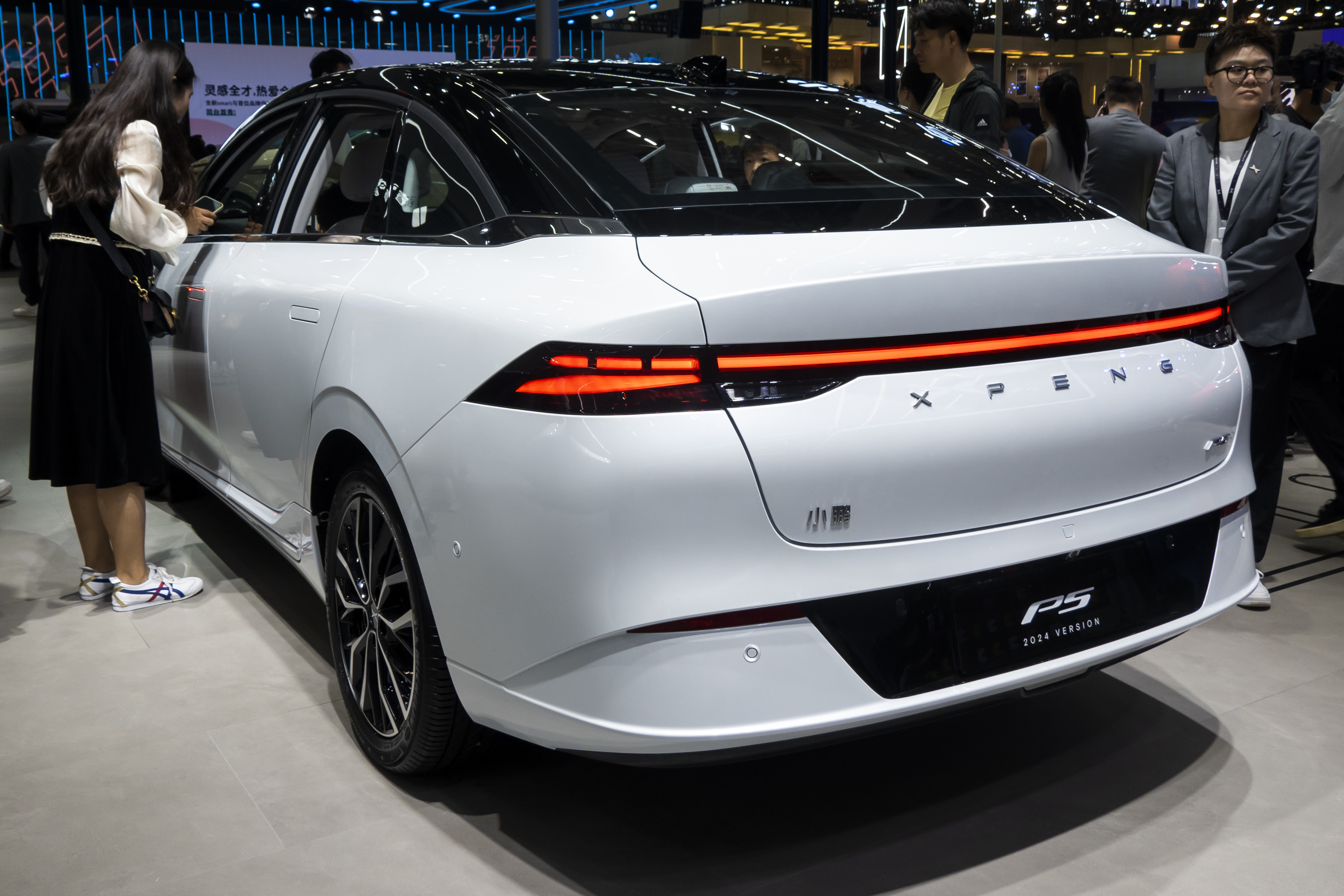
Xpeng P5 - tył po liftingu

Podczas międzynarodowych targów samochodowych Shanghai Auto Show w kwietniu 2021 roku Xpeng przedstawił trzeci model swojej marki Xpeng, uzupełniający ofertę jako tańsza i mniejsza alternatywa dla flagowej limuzyny P7. Samochód przyjął postać średniej wielkości, 4-drzwiowego sedana. Pod kątem stylistycznym Xpeng P5 rozwinął koncepcję stylistyczną większego P7, wyróżniając się łagodnie opadającą linią dachu ku krótkiej, smukle zakończonej tylnej części nadwozia. Wykonane w technologii LED reflektory połączyła świecąca listwa pomiędzy nimi, z kolei port ładowania ulokowano w prawym przednim błotniku.
Kabina pasażerska utrzymana została w minimalistycznym wzornictwie, zdominowaną przez rozległy wertykalny dotykowy ekran systemu multimedialnego umieszczony pod kątem między krawdzią deski rozdzielczej a tunelem środkowym, charakteryzujący się przekątną 15,6-cala. Pojazd wyposażono w system multimedialny trzeciej generacji Xmart OS 3.0 z funkcją sterowania głosowego.
Xpeng P5 jest pierwszym seryjnie produkowanym samochodwem w historii wyposażony w zaawansowany system autonomicznej jazdy LiDAR Technology. Tworzą go czujniki współpracujące z laserowem ladarem skanującym otoczenie samochodu na odległość 150 metrów w zakresie 150 stopni, włączając w to światła drogowe, inne pojazdy w ruchu, a także poruszających się w pobliżu pieszych i rowerzystów. Na 32 sensory składają się dwa LiDAR-y, 12 czujników ultradźwiękowych, 5 mikrofalowych oraz 13 kamer przetwarzających obraz wysokiej rozdzielczości.

### Lifting
We wrześniu 2023 zaprezentowany został Xpeng P5 po restylizacji. W jej samach samochód otrzymał inaczej zaprojektowany zderzak, z nisko osadzonym jednolitym wlotem powietrza poprawiającył właściwości aerodynamiczne. Dla obniżenia ceny i zatrzymania szybko hamującego popytu na ten model w Chinach producent zdecydował się zrezygnować z zaawansowanego technicznie systemu LiDAR Technology, poprzez usunięcie czujników z nadwozia zachowując niższe ceny niż przed restylizacją.

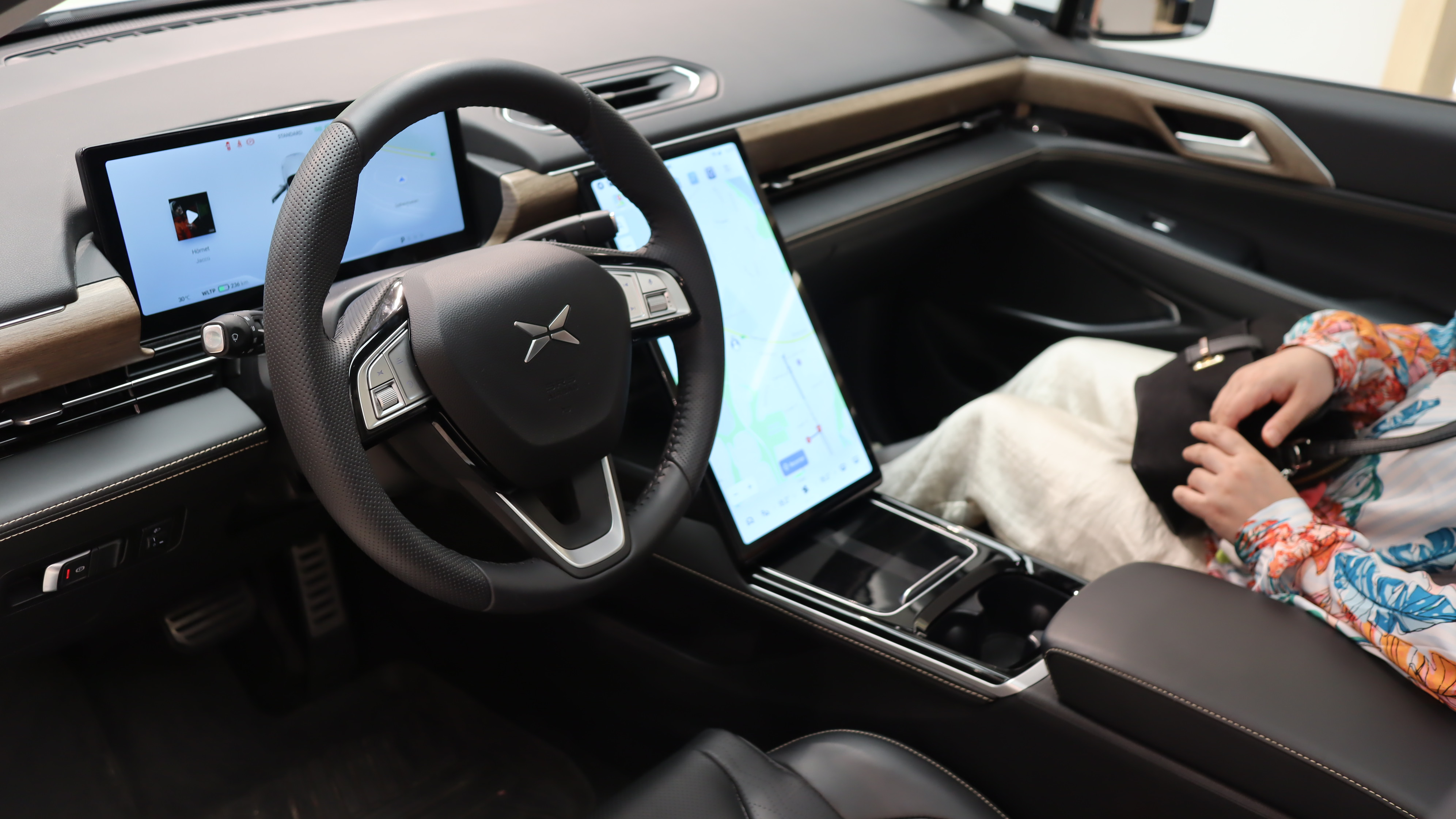
Xpeng P5 – kokpit

### Sprzedaż
Sprzedaż Xpenga P5 rozpoczęła się pod koniec2021 roku, poczynając od wewnętrznego rynku chińskiego. Samochód wywołał duże zainteresowanie podczas swojej premiery - w ciągu 53 godzin od debiutu Xpeng zebrał 10 tysięcy zamówień na model P5. W kwietniu 2022 rozpoczęto zbieranie zamówień na Xpenga P5 na pierwszych rynkach zachodnioeuropejskich, poczynając od Danii, Holandii, Szwecji oraz Norwegii. Już w czerwcu tego samego roku, dwa miesiące później, chińska firma zmieniła swoją strategię i wycofała P5 ze swojej oferty w Europie w celu skoncentrowania się na większych modelach. W ciągu kolejnego roku popyt na P5 w Chinach drastycznie spadł, będąc częścią szerszego problemu z rynkowymi problemami Xpenga. 

### Dane techniczne
Xpeng P5 wyposażony został w baterię o pojemności 66 kWh, która umożliwia przejechanie na jednym ładowaniu do 465 kilometrów. Maksymalna moc ładowania prądem stałym wynosi ok. 80 kW. Silnik elektryczny o mocy 211 KM pozwala rozpędzić się do 100 km/h w 7,5 sekundy, z kolei prędkość maksymalna została ograniczona elektronicznie do 150 km/h.